# Segisaure
El segisaure (Segisaurus) és un gènere de petit dinosaure teròpode celofisoïdeu que va viure al Juràssic inferior. L'únic espècimen conegut va ser descobert l'any 1933 als estrats juràssics de Tsegi Canyon, Arizona, del qual rep el nom. El segisaure és l'únic dinosaure que s'ha excavat fins ara en aquesta àrea. Fou descrit l'any 1936 pel paleontòleg Charles Lewis Camp. L'esquelet fòssil fragmentari consistia en porcions de les extremitats, pelvis i vèrtebres, però no es va localitzar material del crani. El segisaure sembla estar estretament emparentat amb el més conegut Coelophysis.